# Alpha Apodis
α Apodis (Alpha Apodis, kurz  α Aps) ist der hellste Stern des am südlichen Sternhimmel gelegenen Sternbilds Paradiesvogel. Dennoch erscheint er dem bloßen Auge mit einer scheinbaren Helligkeit von 3,83 mag nur als relativ lichtschwaches Objekt. Mit einer Deklination von −79° ist er für einen großen Teil der Südhalbkugel ein Zirkumpolarstern. Am Nachthimmel kann der Stern mittels einer zum Himmelssüdpol verlängerten imaginären Linie, die durch Alpha Centauri und Alpha Circini verläuft, aufgefunden werden.
Nach vorläufigen Parallaxen-Messungen der Sonde Gaia beträgt die Entfernung von α Apodis etwa 498 Lichtjahre. Nach Daten der früheren Hipparcos-Mission wurde die Entfernung des Sterns mit etwa 447 Lichtjahren nur geringfügig abweichend angegeben. α Apodis ist ein orange leuchtender Riesenstern der Spektralklasse K, doch ist seine Unterklasse unsicher; in manchen Katalogen wird er als K2.5, in anderen als K5-Stern geführt. Dementsprechend schwanken beispielsweise die Schätzungen seines Durchmessers zwischen etwa 48 und 60 Sonnenradien. Der über die vier- bis fünffache Sonnenmasse verfügende Stern hat bereits die Hauptreihe verlassen und wird dereinst als Weißer Zwerg enden. Bislang gibt es keine Anzeichen, dass er einen Begleiter hat.